# Gare de Hour-Havenne
La gare de Hour-Havenne est une ancienne gare ferroviaire belge de la ligne 150, de Jemelle à Houyet située entre les villages de Hour et de Havenne dans la commune de Houyet, en Région wallonne dans la province de Namur.
Elle est désormais fermée au trafic des voyageurs mais le bâtiment construit en 1895 existe toujours, reconverti en gîte. Il a été restauré dans les années 2010.

## Situation ferroviaire
Établie à 134 mètres d'altitude, la gare de Hour-Havenne était située au point kilométrique (PK) 19,40 de la ligne 150, de Jemelle à Houyet entre la gare de Wanlin et la gare de Houyet.

## Histoire
La gare de Hour-Havenne est ouverte le 4 janvier 1894 par les Chemins de fer de l'État belge, lorsqu'ils mettent en service le dernier tronçon, à voie unique, de la section sud de la ligne 150, long de 5,1 km entre les gares de Wanlin et de Houyet.
La fermeture définitive de la gare aux voyageurs a lieu le 13 avril 1959, avec l'arrêt des circulations voyageurs sur la section de Houyet à Jemelle. C'est également durant cette même année 1959 qu'intervient l'arrêt du service marchandises sur le tronçon entre les gares de Houyet et Hour-Havenne, dont les rails sont déposés en 1972.
Néanmoins des circulations de trains de marchandises se poursuivent, notamment pour la marbrerie de Hour, en venant de Jemelle jusqu'à la fermeture de ce service le 23 novembre 1978. La dépose des rails est réalisée en 1985.
Après le démontage des voies, un RAVeL a été installé sur la ligne 150 entre Jemelle et Houyet. Le tunnel près de Hour-Havenne est accessible aux voyageurs et la gare est devenue un gîte.

## Patrimoine ferroviaire
Construit durant l'année 1895, il appartient au plan type des haltes de plan type 1893 et possède une petite aile de quatre travées servant de salle d'attente ainsi que de magasin pour les colis et les bagages.
Le style des bâtiments type 1893 est fluctuent. La gare de Hour-Havenne est très richement décorée : sa façade est en pierre de taille avec de la pierre bleue qui rythme la façade par de nombreux bandeaux et est aussi utilisée pour l’entourage des ouvertures et les arcs de décharge du rez-de-chaussée. Il y a également une assise en pierres plus foncées et irrégulières ainsi qu’un usage décoratif de la brique rouge autour des petites baies géminées du magasin et sous les arcs de décharge. À l’étage et sur l’aile de service en L, les fenêtres sont surmontées d’arcs bombés de pierre avec quelques briques. Tous les pignons sont percés d’un oculus au centre de deux bandeaux de pierre horizontaux et verticaux. En outre, une frise de brique et de pierre trouve entre les montants en bois de la corniche. Un cadre petit en pierre bleue porte l’inscription gravée du nom de la gare.
La gare de Vignée, située quelques kilomètres plus loin sur la même ligne, est bâtie la même année en employant les mêmes matériaux et ornements. Son plan est identique mais l'aile de quatre travées est tournée vers Jemelle au lieu de Houyet. Celui de la gare de Stockem est également semblable.
Après sa fermeture, la gare a été transformée en gîte et le RAVeL longe la gare. Une terrasse a été aménagée pour le gîte sur l’ancien quai.